# Ihrowiec
Ihrowiec – drugi co do wysokości (1807 m n.p.m.) szczyt w Gorganach, które są częścią Beskidów Wschodnich.